# 本当にあった!!都市伝説
『本当にあった!!都市伝説』（ほんとうにあったとしでんせつ）は、2003年公開の田川幹太監督のオリジナルビデオ作品である。

## 概要
桜金造をストーリーテラーに迎えて昭和の時代から平成の現在までに伝わるアーバンレジェンド（都市伝説）全34話を語り形式で紹介。作中の数話は再現ドラマでの紹介であり、後作に繋がる続き物のミニドラマも収録。
心霊が多数を占めていたオカルトビデオの中で都市伝説に主題に構成された初のオリジナルビデオ作品とされている。

## 収録談話
1. 『鎌男』（再現ドラマ）
2. 『だるま』
3. 『ピアスの白い糸』
4. 『はいずり』
5. 『電信柱の上』
6. 『警告』
7. 『凍りついた耳』
8. 『ワニに喰われた女』
9. 『黄色い車』
10. 『アンサー』
11. 『呪いの人形』
12. 『フジツボ』
13. 『電気をつけていたら...』
14. 『電子レンジの中の猫』
15. 『性病気の世界へようこそ』
16. 『壁の傷跡』
17. 『ずっと見ていた女』
18. 『人形』（再現ドラマ）
19. 『コインロッカーベイビー』
20. 『人間モルモット』
21. 『人間シチュー』
22. 『無言電話』
23. 『多すぎるもも肉』
24. 『見ないで!』
25. 『深夜放送』
26. 『生放送』
27. 『うるさい』
28. 『合掌』
29. 『核シェルター』
30. 『夢と違うじゃねえか』
31. 『顔ハギ』
32. 『赤いクレヨン』
33. 『窓辺の女』（再現ドラマ）
34. 『真・都市伝説』

## 出演者
- 桜金造
- 小原加奈子
- 浜野秀昭
- 東田裕美 他
- 鈴木栄一郎（ナレーター）